# Clive Efford
Clive Stanley Efford, né le 10 juillet 1958 à Southwark, est un homme politique du parti travailliste britannique qui est député pour Eltham depuis 1997

## Jeunesse
Efford est né à Londres et fait ses études à la Walworth School et au Southwark College. Il travaille dans son entreprise de joaillerie familiale, jusqu'à ce qu'il termine The Knowledge et se qualifie comme chauffeur de taxi londonien en 1987. En 1986, il est conseiller élu dans l'arrondissement londonien de Greenwich et continue à exercer ces deux professions jusqu'à son élection au Parlement en 1997.

## Carrière politique
Efford est élu pour la première fois au conseil de Greenwich en 1986 pour le quartier d'Eltham Well Hall, devenant le whip en chef du groupe travailliste en 1990. Après s'être présenté pour la première fois au siège d'Eltham aux élections générales de 1992, il remporte le siège cinq ans plus tard en 1997.
Il prononce son premier discours à la Chambre des communes le 25 juin 1997. 
Au Parlement, il siège à un certain nombre de commissions spéciales, notamment en tant que membre de la commission spéciale des transports de 2001 à 2008. En 2003, il est l'un des députés travaillistes qui se rebellent contre le gouvernement et votent contre l'implication du Royaume-Uni dans la guerre en Irak. En 2005, Efford est responsable de la réforme de l'ancien groupe Tribune, bien que contrairement à son incarnation précédente, l'adhésion est limitée aux députés travaillistes d'arrière-ban. En 2008, il est Secrétaire parlementaire privé de la ministre du Logement Margaret Beckett, devenant plus tard le SPP de John Healey dans le même poste de 2009 à 2010.
Il est l'un des premiers députés à déclarer son soutien à Ed Miliband, le candidat vainqueur, lors de l'élection à la direction du parti travailliste de 2010. Miliband le nomme en 2011 comme ministre de l'Intérieur de l'ombre sous la nouvelle secrétaire de l'Intérieur de l'ombre, Yvette Cooper. Lors du remaniement d'octobre 2011, il devient le ministre fantôme du Sport.
Clive Efford est l'un des 36 députés travaillistes à proposer Jeremy Corbyn comme candidat à l'élection de direction travailliste de 2015 et il conserve sa position dans le cabinet fantôme de Corbyn. Il démissionne du cabinet fantôme de Corbyn avec beaucoup d'autres le 28 juin 2016 et soutient Owen Smith dans la tentative ratée de remplacer Jeremy Corbyn dans l'élection de leadership 2016 du Parti travailliste.
Efford relance le groupe de députés Tribune en avril 2017, dans le but de renouer avec les électeurs travaillistes traditionnels tout en faisant également appel au centre.
Efford soutient Keir Starmer lors de l'élection à la direction du Parti travailliste de 2020.